# 2001 DR106
2001 DR106, também escrito como 2001 DR106, é um objeto transnetuniano (TNO) que está localizado no cinturão de Kuiper, uma região do Sistema Solar. Ele é classificado como um cubewano. O mesmo possui uma magnitude absoluta de 8,3 e tem um diâmetro com cerca de 96 km.

## Descoberta
2001 DR106 foi descoberto no dia 22 de fevereiro de 2001 pelos astrônomos D. Kinoshita, J. Watanabe, e T. Fuse.

## Órbita
A órbita de 2001 DR106 tem uma excentricidade de 0,000 e possui um semieixo maior de 44,465 UA. O seu periélio leva o mesmo a uma distância de 44,465 UA em relação ao Sol e seu afélio a 44,465 UA.